# Färöische Fußballmeisterschaft der Frauen 2004
Die Färöische Fußballmeisterschaft der Frauen 2004 wurde in der 1. Deild genannten ersten färöischen Liga ausgetragen und war insgesamt die 20. Saison. Sie startete am 25. April 2004 und endete am 18. September 2004.
Die Spielgemeinschaft GÍ Gøta/B68 Toftir war der 22. Teilnehmer der höchsten Spielklasse. Meister wurde Titelverteidiger KÍ Klaksvík, die den Titel somit zum fünften Mal in Folge und zum sechsten Mal insgesamt erringen konnten. KÍ blieb über die gesamte Saison verlustpunktfrei, was ansonsten nur KÍ selbst 2003 gelungen war. Absteigen mussten hingegen SÍ Sumba, die sich vom Spielbetrieb zurückzogen, nach zwei Jahren Erstklassigkeit.
Im Vergleich zur Vorsaison verbesserte sich die Torquote auf 6,80 pro Spiel, was den höchsten Schnitt seit Einführung der 1. Deild 1985 bedeutete und bisher auch nicht übertroffen wurde. Den höchsten Sieg erzielte KÍ Klaksvík durch ein 19:0 im Heimspiel gegen FS Vágar am fünften Spieltag, was zugleich das torreichste Spiel darstellte.

## Modus
Durch die Reduzierung auf sieben Mannschaften in der 1. Deild und dem Rückzug von SÍ Sumba spielte jedes Team nun an zehn Spieltagen jeweils zwei Mal gegen jedes andere. Die punktbeste Mannschaft zu Saisonende stand als Meister dieser Liga fest, bei Punktgleichheit entschied der direkte Vergleich.

## Saisonverlauf
Um die Meisterschaft duellierten sich KÍ Klaksvík sowie B36 Tórshavn. Nachdem beide Mannschaften ihre ersten vier Spiele jeweils gewinnen konnten, setzte sich KÍ am siebten Spieltag im direkten Duell mit 2:1 gegen B36 durch. Da beide Mannschaften die weiteren Spiele ebenfalls siegreich bestreiten konnten, wurde die Meisterschaft erst am letzten Spieltag entschieden, als beide Teams erneut aufeinander trafen. Hierbei setzte sich KÍ Klaksvík auswärts mit 4:2 gegen B36 Tórshavn durch und gab somit im Saisonverlauf keinen einzigen Punkt ab.
Da sich SÍ Sumba vom Spielbetrieb zurückzog, stand der Absteiger somit fest.

## Abschlusstabelle
| Pl. | Verein               | Sp. | S  | U | N | Tore    | Diff. | Punkte |
| --- | -------------------- | --- | -- | - | - | ------- | ----- | ------ |
| 1.  | KÍ Klaksvík (M, P)   | 10  | 10 | 0 | 0 | 090:600 | +84   | 30     |
| 2.  | B36 Tórshavn         | 10  | 8  | 0 | 2 | 049:120 | +37   | 24     |
| 3.  | GÍ Gøta/B68 Toftir 1 | 10  | 5  | 0 | 5 | 026:520 | −26   | 15     |
| 4.  | AB Argir             | 10  | 3  | 0 | 7 | 014:350 | −21   | 09     |
| 5.  | EB/Streymur          | 10  | 2  | 1 | 7 | 015:420 | −27   | 07     |
| 6.  | FS Vágar             | 10  | 1  | 1 | 8 | 010:570 | −47   | 04     |
| 7.  | SÍ Sumba 2           | 0   | 0  | 0 | 0 | 000:000 | ±0    | 0      |

| (N) | Aufsteiger       |
| (M) | Meister 2003     |
| (P) | Pokalsieger 2003 |

## Spiele und Ergebnisse
|                    | AB     | B36    | EB/Str | FSV    | GÍ/B68 | KÍ     | Sumba  |
| ------------------ | ------ | ------ | ------ | ------ | ------ | ------ | ------ |
| AB Argir           |        | 2:4    | 2:1    | 3:2    | 5:2    | 0:7    | 0-:- 3 |
| B36 Tórshavn       | 3:1    |        | 9:0    | 2:0    | 9:0    | 2:4    | 0-:- 3 |
| EB/Streymur        | 2:1    | 1:3    |        | 3:1    | 3:5    | 1:7    | 0-:- 3 |
| FS Vágar           | 1:0    | 0:8    | 1:1    |        | 4:5    | 01:11  | 0-:- 3 |
| GÍ Gøta/B68 Toftir | 2:0    | 2:8    | 4:3    | 5:0    |        | 01:11  | 0-:- 3 |
| KÍ Klaksvík        | 11:00  | 2:1    | 9:0    | 19:00  | 9:0    |        | 0-:- 3 |
| SÍ Sumba           | 0-:- 3 | 0-:- 3 | 0-:- 3 | 0-:- 3 | 0-:- 3 | 0-:- 3 |        |

## Torschützenliste
Bei gleicher Anzahl von Treffern sind die Spielerinnen nach dem Nachnamen alphabetisch geordnet.
| Platz | Spieler                 | Mannschaft         | Tore |
| ----- | ----------------------- | ------------------ | ---- |
| 1     | Rannvá B. Andreasen     | KÍ Klaksvík        | 30   |
| 2     | Malena Josephsen        | KÍ Klaksvík        | 26   |
| 3     | Halltóra Joensen        | B36 Tórshavn       | 15   |
| 4     | Vivian Bjartalíð        | KÍ Klaksvík        | 14   |
| 5     | Heidi Heinesen          | GÍ Gøta/B68 Toftir | 09   |
| 6     | Anja Maria Weyhe        | B36 Tórshavn       | 07   |
| 7     | Elin Kathrina Haraldsen | AB Argir           | 06   |
| 7     | Ása Dam á Neystabø      | B36 Tórshavn       | 06   |
| 9     | Ása H. Christiansen     | B36 Tórshavn       | 05   |
| 9     | Elsebeth Jónsson        | B36 Tórshavn       | 05   |
| 9     | Lydia V. Vesturtún      | EB/Streymur        | 05   |

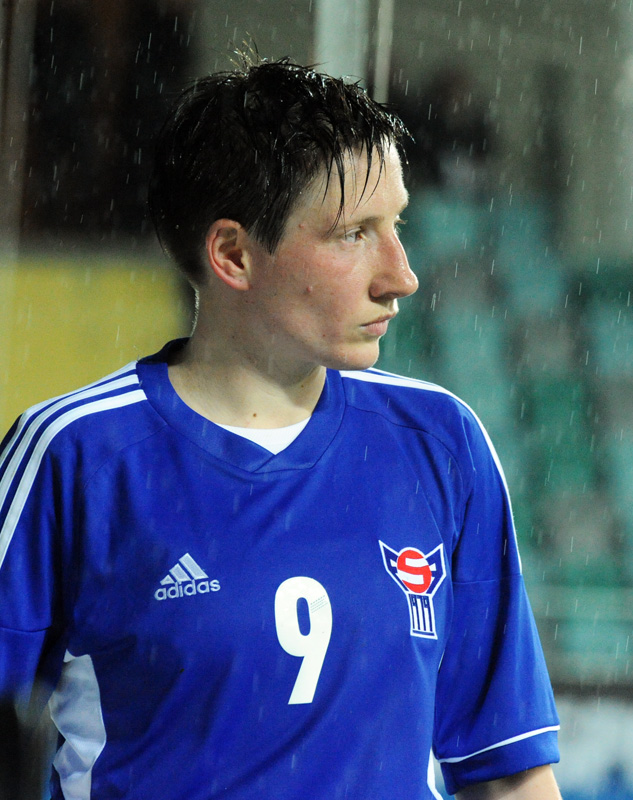
Torschützenkönigin Rannvá B. Andreasen

Dies war nach 1997, 1998, 2002 und 2003 der fünfte Titel für Rannvá B. Andreasen.

## Trainer
| Mannschaft         | Trainer                  | Spieltage |
| ------------------ | ------------------------ | --------- |
| AB Argir           | Eyðvør Thomsen           | 1–10      |
| B36 Tórshavn       | Jacob Thomsen            | 1–10      |
| EB/Streymur        | Jón Sólsker              | 1–10      |
| FS Vágar           | Alexandre da Silva Braga | 1–10      |
| GÍ Gøta/B68 Toftir | Malan Mohr               | 1–10      |
| KÍ Klaksvík        | Jón Harald Poulsen       | 1–10      |
| SÍ Sumba           | unbekannt                | 0–        |

Abgesehen vom unklaren Status bei SÍ Sumba gab es keine Trainerwechsel.

## Spielstätten
In Klammern sind bei mehreren aufgeführten Stadien die Anzahl der dort ausgetragenen Spiele angegeben.
| Mannschaft         | Stadion         | Spielort   |
| ------------------ | --------------- | ---------- |
| AB Argir           | Inni í Dal (1)  | Sandur     |
| AB Argir           | Inni í Vika (4) | Argir      |
| B36 Tórshavn       | Gundadalur      | Tórshavn   |
| EB/Streymur        | Á Mølini        | Eiði       |
| FS Vágar           | unbekannt       | unbekannt  |
| GÍ Gøta/B68 Toftir | Sarpugerði      | Norðragøta |
| KÍ Klaksvík        | Við Djúpumýrar  | Klaksvík   |
| SÍ Sumba           | Á Krossinum     | Sumba      |

## Schiedsrichter
Folgende Schiedsrichter, darunter auch einer aus Brasilien, leiteten die 30 Erstligaspiele (zu zwei Spielen fehlen die Daten):
| Name                   | Stammverein  | Spiele |
| ---------------------- | ------------ | ------ |
| Finnur Andreasen       | B36 Tórshavn | 04     |
| Jan Gardar             | KÍ Klaksvík  | 03     |
| Jan á Líðarenda        | GÍ Gøta      | 03     |
| Andrew Christiansen    | HB Tórshavn  | 02     |
| Edvard Højgaard        | NSÍ Runavík  | 02     |
| Kristin av Kák Joensen | SÍ Sørvágur  | 02     |
| Wellington Soares      | FS Vágar     | 02     |

Weitere zehn Schiedsrichter leiteten jeweils ein Spiel.

## Die Meistermannschaft
In Klammern sind die Anzahl der Einsätze sowie die dabei erzielten Tore genannt.
| 1. | KÍ Klaksvík |
|    | Rannvá B. Andreasen (10/30) \| Vivian Bjartalíð (9/14) \| Kristina Eyðbjørnsdóttir (3/2) \| Anna Joensen (8/1) \| Malena Josephsen (10/26) \| Annelisa Justesen (6/2) \| Kate Kalsø (3/0) \| Bára S. Klakstein (8/4) \| Mariann Maslyk (9/2) \| Paula Mikkelsen (10/1) \| Maria við Neyst (5/1) \| Jóhanna Ó. Niclasen (3/0) \| Ann Olsen (10/1) \| Una Olsen (4/0) \| Ragna B. Patawary (10/1) \| Elsa Maria Simonsen (10/2) \| Jensa Sirdal (5/0) \| Randi S. Wardum (10/1) - Trainer: Jón Harald Poulsen |

## Auszeichnungen
Nach dem Saisonende gaben die Kapitäne und Trainer der zehn Ligateilnehmer sowie Pressemitglieder ihre Stimmen zur Wahl der folgenden Auszeichnungen ab:
- Spielerin des Jahres: Rannvá B. Andreasen (KÍ Klaksvík)
- Torhüterin des Jahres: Randi S. Wardum (KÍ Klaksvík)
- Nachwuchsspielerin des Jahres: Rakul V. Magnussen (EB/Streymur)
- Trainer des Jahres: Jón Harald Poulsen (KÍ Klaksvík)

## Nationaler Pokal
Im Landespokal gewann Meister KÍ Klaksvík mit 15:0 gegen EB/Streymur und erreichte dadurch das Double.

## Europapokal
2004/05 spielte KÍ Klaksvík als Meister des Vorjahres in der 1. Runde des UEFA Women’s Cup und verlor zunächst gegen Metalist Charkiw (Ukraine) mit 1:2 sowie gegen KS AZS Wrocław (Polen) mit 1:5. Das letzte Spiel gegen Cardiff LFC (Wales) konnte hingegen mit 4:0 gewonnen werden. Die Gruppe wurde somit auf dem dritten Platz beendet.